# شعب دوغلا
شعب دوغلا (الجمع دوغلاييون) هم شعب كاريبي من أصل إفريقي وهندي مختلط. تُستخدم كلمة دوغلا (أيضًا Dugla أو Dogla) في جميع أنحاء منطقة البحر الكاريبي الناطقة بالهولندية والإنجليزية.

## التعريف
كلمة دوغلا نشأت من دوغالا (दोगला)، وهي كلمة هندوستانية كاريبية تعني حرفيًا "عنقيين" وقد تعني "كثير" أو "أكثر" أو "مزيج". جذورها الاشتقاقية مشابهة للكلمة الهندية "دو" التي تعني "اثنين" و"غالا" والتي تعني "حنجرة". وفي جزر الهند الغربية، تُستخدم الكلمة فقط لنوع معين من الأشخاص ذوي الأعراق المختلطة: الهنود الأفارقة.
حدد تعداد غيانا لعام 2012 أن 29.25% من السكان من أصل إفريقي غوياني، و39.83% من الهنود الغويانيين، و19.88% على أنهم "مختلطون"، ويُعترف بهم على أنهم يمثلون في الغالب نسل المجموعتين السابقتين.
في جزر الهند الغربية الفرنسية (غوادلوب، المارتينيك)، يُطلق على السكان ذات الأصل المختلط بين الهنود والأقارقة اسم باتازيندين أو شابي كولي، وفي هايتي يُطلق عليهم اسم مارابو.

## التاريخ
هناك سجلات متفرقة للعلاقات بين الأعراق الهندية الأوروبية، سواء بالتراضي أو عدم تراضي، قبل أي اختلاط عرقي بين الأفارقة والهنود.
نماذج أخرى من التراث المختلط ذات الأصل الهندي (الهندو-صيني (صينديون)، والهندو-لاتينيون/الهسبانيون (تيغلي)، والهندو-إنجليزيون (الهنود الأنجلو)، والهندو-برتغاليون (الهنود البرتغاليون)، والهندو-أيرلنديون (الهنود الأيرلنديون) ، الهندو-اسكتلنديون (الهنود الاسكتلنديون)، والهندو-هولنديون، والهندو عرب، والهندو الهنود الحمر) يُمال إلى تعريفهم كواحدة من السلالات العرقية الأقدم غير المختلطة في الجزيرة: الأفرو، والهندو، والهنود الحمر، أو اليورو أو العابرون.